# Tella (Sétif)
Pour les articles homonymes, voir Tella.
Tella est une commune de la wilaya de Sétif en Algérie.

## Géographie
La population totale de Tella est de 7500 habitants en 2016.
C'est une terre d'agriculture et d’élevage.